# Роз'їзда Каран
Роз'їзда Кара́н (рос. Разъезда Каран, башк. Ҡаран разъезы) — присілок у складі Мелеузівського району Башкортостану, Росія. Входить до складу Мелеузівського сільської ради.
Населення — 33 особи (2010; 23 в 2002).
Національний склад:
- росіяни — 65%
- башкири — 26%